# هیس‌ویک
هیس‌ویک (به هلندی: Heeswijk) یک منطقهٔ مسکونی در هلند است که در برن‌هیزه واقع شده‌است. هیس‌ویک ۳٬۰۷۲ نفر جمعیت دارد.